# Promises (Calvin-Harris-und-Sam-Smith-Lied)
Promises (englisch für „Versprechen“) ist ein Lied des britischen DJs Calvin Harris und des britischen nichtbinären Popsängers Sam Smith aus dem Jahr 2018.

## Entstehung und Veröffentlichung
Geschrieben wurde das Lied von den beiden Interpreten, zusammen mit der Koautorin Jessie Reyez. Calvin Harris (Adam Wiles) zeichnete zudem auch für die Produktion verantwortlich.
Die Erstveröffentlichung von Promises erfolgte als Single am 17. August 2018 bei Columbia Records. Diese erschien zunächst als digitaler Einzeltrack zum Download und Streaming (Katalognummer: 886447242926). In den folgenden Monaten erschienen diverse weitere Singleausführungen, die sich durch die Anzahl und Auswahl der B-Seiten, zumeist Remixe, unterscheiden. Am 12. Oktober 2018 erschien eine 12″-Maxi-Single, mit einem „Extended Mix“ als B-Seite (Katalognummer: 19075895571). Am 30. Oktober 2020 erschien das Lied als Teil von Sam Smiths dritten Studioalbum Love Goes bei Capitol Records (Katalognummer: 00602507382919), dessen erste Singleauskopplung es ist. Am 9. August 2024 erschien es zudem als Teil von Harris’ erstem Best-of-Album 96 Months (Katalognummer: Columbia G0100053484423).

## Kommerzieller Erfolg

### Chartplatzierungen
| ChartsChartplatzierungen       | Höchstplatzierung | Wochen |
| ------------------------------ | ----------------- | ------ |
| Deutschland (GfK)              | 2 (32 Wo.)        | 32     |
| Österreich (Ö3)                | 6 (27 Wo.)        | 27     |
| Schweiz (IFPI)                 | 3 (38 Wo.)        | 38     |
| Vereinigte Staaten (Billboard) | 65 (12 Wo.)       | 12     |
| Vereinigtes Königreich (OCC)   | 1 (41 Wo.)        | 41     |

| ChartsJahrescharts (2018)    | Platzierung |
| ---------------------------- | ----------- |
| Deutschland (GfK)            | 38          |
| Österreich (Ö3)              | 37          |
| Schweiz (IFPI)               | 32          |
| Vereinigtes Königreich (OCC) | 25          |

| ChartsJahrescharts (2019)    | Platzierung |
| ---------------------------- | ----------- |
| Schweiz (IFPI)               | 79          |
| Vereinigtes Königreich (OCC) | 47          |

### Auszeichnungen für Musikverkäufe
| Land/Region                  | Auszeichnungen für Musikverkäufe (Land/Region, Auszeichnung, Verkäufe) | Verkäufe  |
| ---------------------------- | ---------------------------------------------------------------------- | --------- |
| Australien (ARIA)            | 6× Platin                                                              | 420.000   |
| Belgien (BRMA)               | Platin                                                                 | 40.000    |
| Brasilien (PMB)              | 2× Diamant                                                             | 320.000   |
| Dänemark (IFPI)              | 2× Platin                                                              | 180.000   |
| Deutschland (BVMI)           | Platin                                                                 | 400.000   |
| Frankreich (SNEP)            | Diamant                                                                | 333.333   |
| Italien (FIMI)               | 2× Platin                                                              | 100.000   |
| Kanada (MC)                  | Platin                                                                 | 80.000    |
| Mexiko (AMPROFON)            | Diamant                                                                | 300.000   |
| Neuseeland (RMNZ)            | 3× Platin                                                              | 90.000    |
| Österreich (IFPI)            | Platin                                                                 | 30.000    |
| Polen (ZPAV)                 | 4× Platin                                                              | 80.000    |
| Portugal (AFP)               | 2× Platin                                                              | 20.000    |
| Schweiz (IFPI)               | 2× Platin                                                              | 40.000    |
| Spanien (Promusicae)         | 2× Platin                                                              | 120.000   |
| Vereinigte Staaten (RIAA)    | Platin                                                                 | 1.000.000 |
| Vereinigtes Königreich (BPI) | 3× Platin                                                              | 1.900.000 |
| Insgesamt                    | 31× Platin · 4× Diamant ·                                              | 5.453.333 |

Hauptartikel: Calvin Harris/Auszeichnungen für Musikverkäufe